# 魚沼鉄道1号形蒸気機関車
1号形は、かつて魚沼鉄道（後の日本国有鉄道魚沼線）に在籍した、特殊狭軌線用タンク式蒸気機関車である。
なお、魚沼鉄道では機関車に形式を付していなかったため、この呼称は便宜的に付与したものである。

## 概要
魚沼鉄道が、1911年（明治44年）の開業に際して製造した、車軸配置0-4-0(B)、飽和式で単式2気筒のタンク機関車である。同年、雨宮鉄工所（雨宮製作所の前身）で2両（1, 2。製造番号不明）が製造された。この機関車は、運転整備重量5.5トンで、ベルペヤ式火室を持ち、ボイラー上に角型の水タンクを載せたサドルタンク機であった。
この地方では薪が容易に手に入ることから、石炭と薪の併燃であったようだが、引張力に難があり、コッペル製の増備機（3, 4）が入線すると、これに置き換えられた。魚沼鉄道での廃車は1917年（大正6年）11月で、2両とも鉄道材料社に譲渡された。鉄道材料社は、雨宮敬次郎の腹心で姻戚関係にもあった佐藤秀松の経営で、譲渡された機関車はそのまま雨宮鉄工所の門をくぐり、更新修繕を受けたと推定されている。これらの譲渡先は、1918年（大正7年）3月11日に馬力から蒸気動力に変更された、北海道の登別温泉軌道である。同社では、1925年（大正14年）11月10日の電化と1,067mmへの改軌まで使用されたものと思われる。

## 主要諸元
- 全長：3,925mm
- 全高：2,591mm
- 軌間：762mm
- 車軸配置：0-4-0(B)
- 動輪直径：559mm
- 弁装置：グーチ式
- シリンダー（直径×行程）：140mm×305mm
- ボイラー圧力：9.8kg/cm2
- 火格子面積：0.3m2
- 全伝熱面積：10.7m2
- 機関車運転整備重量：5.6t
- 機関車動輪上重量（運転整備時）：5.6t
- 機関車動輪軸重（各軸均等）：2.3t
- 機関車性能
  - シリンダ引張力：825kg
- ブレーキ方式：手ブレーキ

## 同形機
本形式の同形機は、1908年（明治41年）に信達軌道（後の福島交通飯坂東線）へ1両（26）、1911年に鞆鉄道の開業用として2両（1, 2）が製造されている。